# Timo Röttger
Timo Röttger (Waldbröl, 1985. július 12. –) német labdarúgó, aki jelenleg a Viktoria Köln középpályása és egyszeres Német U20-as válogatott.

## Pályafutása
Timo fiatal korábban a SV Wiedenest és a TuS Wiehl csapatában nevelkedett, majd a Bayer 04 Leverkusen akadémiájára került. A 2003-04-es szezonban már bemutatkozott a tartalék csapatban. Ezek után a tartalék csapatban kiharcolta helyét a kezdőcsapatban. 2006-ban az SC Paderborn 07 csapatába igazolt, ahol a Bundesliga 2-ben szerepelt a csapattal. A 2008-09-es szezont már a Dynamo Dresden-nél kezdte meg, ahova 2 éves szerződés kötötte. 2011-től az RB Leipzig csapatának tagja.
2005. március 23-án debütált a Német U20-as válogatottban az Osztrák U20 ellen 1-0-ra megnyert mérkőzésen, a második félidőben kapott lehetőséget.

## Statisztika
| Klub                   | Szezon   | Bajnokság | Bajnokság | Kupa  | Kupa | Nemzetközi | Nemzetközi | Összesen | Összesen |
| Klub                   | Szezon   | Mérk.     | Gól       | Mérk. | Gól  | Mérk.      | Gól        | Mérk.    | Gól      |
| ---------------------- | -------- | --------- | --------- | ----- | ---- | ---------- | ---------- | -------- | -------- |
| Bayer 04 Leverkusen II | 2003-04  | 18        | 5         | 0     | 0    | -          | -          | 18       | 5        |
| Bayer 04 Leverkusen II | 2004-05  | 27        | 11        | 0     | 0    | -          | -          | 27       | 11       |
| Bayer 04 Leverkusen II | 2005-06  | 34        | 13        | 0     | 0    | -          | -          | 34       | 13       |
| SC Paderborn 07        | 2006-07  | 29        | 8         | 1     | 0    | -          | -          | 30       | 8        |
| SC Paderborn 07        | 2007-08  | 12        | 0         | 2     | 0    | -          | -          | 14       | 0        |
| SC Paderborn 07        | 2008-09  | 14        | 0         | 0     | 0    | -          | -          | 14       | 0        |
| Dynamo Dresden         | 2009-10  | 20        | 5         | 0     | 0    | -          | -          | 20       | 5        |
| Dynamo Dresden II      | 2009-10  | 3         | 0         | 0     | 0    | -          | -          | 3        | 0        |
| Dynamo Dresden         | 2010-11  | 31        | 4         | 0     | 0    | -          | -          | 31       | 4        |
| Dynamo Dresden II      | 2010-11  | 4         | 2         | 0     | 0    | -          | -          | 4        | 2        |
| RB Leipzig             | 2011-12  | 26        | 5         | 2     | 0    | -          | -          | 28       | 5        |
| RB Leipzig             | 2012-13  | 13        | 2         | 0     | 0    | -          | -          | 13       | 2        |
| Összesen               | Összesen | 231       | 55        | 2     | 5    | 0          | 0          | 236      | 55       |